# Anna Hammarén (journalist)
Anna Karin Charlotte Irma Margareta Hammarén, född 1 november 1967, är en svensk journalist och dokumentärfilmare.
Anna Hammarén är utbildad vid Dramatiska Institutet. Hon har producerat ett flertal dokumentärer för radio, TV samt långfilm. 2009 tilldelades hon Pennskaftspriset för radiodokumentären "Han var för bra för att vara sann", och hon har även nominerats två gånger till Röda Korsets journalistpris, Barncancerfondens journalistpris samt till Stora Radiopriset.

## Produktion (urval)

### Radiodokumentärer
- Döden (arbetstitel, work in progress, sändning 2023)
- Försvunna i Kalahariöknen (2020)
- Män som hotar män som slår, del 2 (2019)
- Män som hotar män som slår, del 1 (2019)
- Skandalradion (2017) (Gjord tillsammans med Anna Maria Höglund)
- Flygkraschen i Ishavet.  (2016)
- Efter rånet: Dömd  (2016)
- Tillsammans är vi starka. (2015)
- Efter rånet: Häktad. (2013)
- När Anna blev sjuk. (2012)
- Det skulle handla om meningen med livet. (2010)
- Han var för bra för att vara sann. (2008)
- Du är min syster, puss ses sen. (2007)
- Så små delar av blod - Fem röster om sex aborter. (2005)
- Kärlek har ingen ålder. (2004)
- Mamma vad skulle kunna hända här? (2000)

### TV-dokumentärer
- Jag är väldigt duktig på att onanera. (2014) Sändes på SVT under namnet "Erikas längtan"
- 30 grader året om. (2012)
- Fem frågor från svensken. (1998)

### Långfilmsdokumentärer
- Det ska va gôtt å leva - en film om Galenskaparna After Shave (2022)